# Podhájska
Podhájska ist eine Gemeinde im Okres Nové Zámky innerhalb des Nitriansky kraj in der Slowakei.

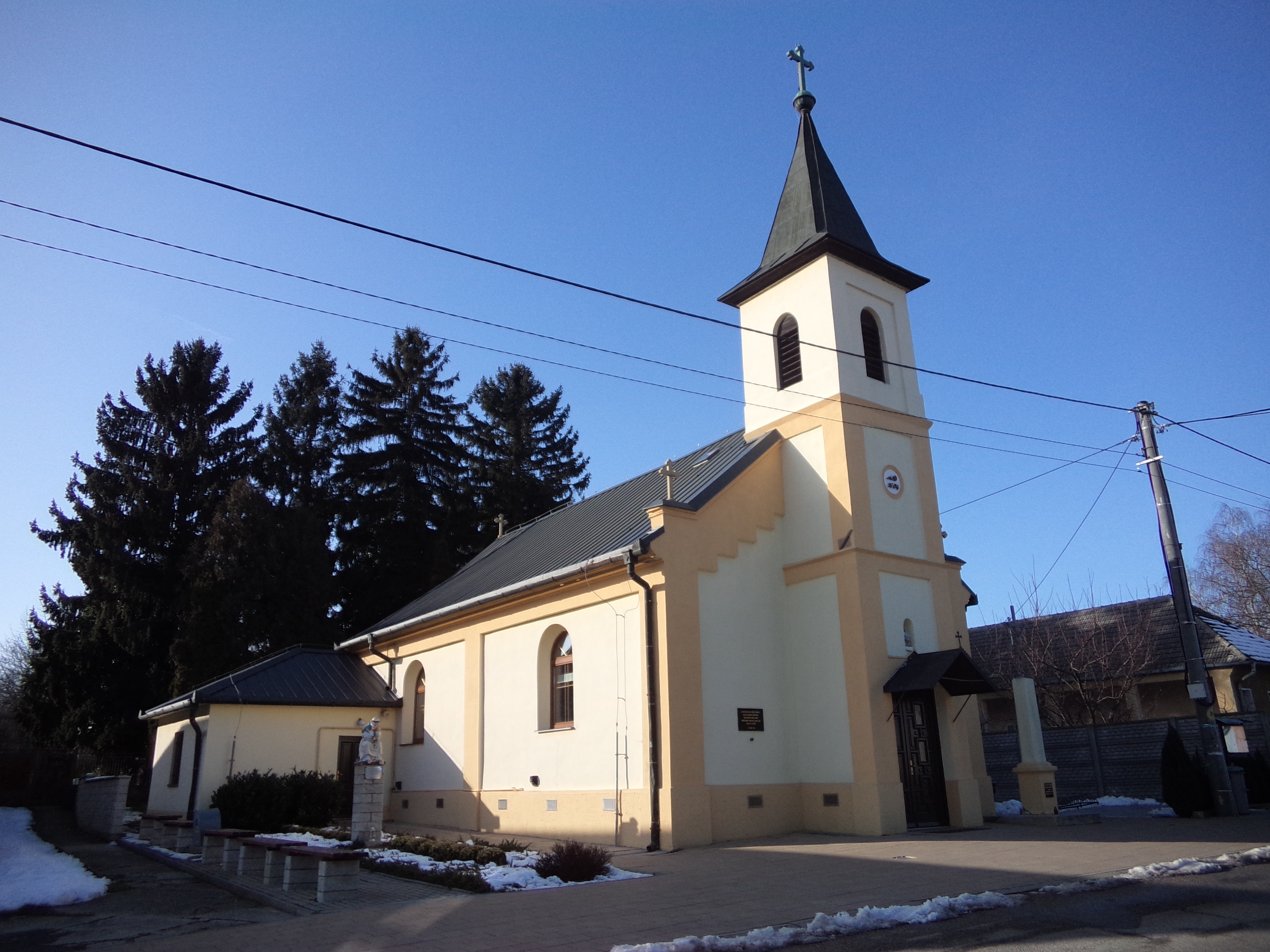
Mariä Geburt Kirche

Sie entstand am 1. Juli 1960 durch Zusammenschluss der bis dahin selbständigen Gemeinden Belek (ung. Kisbelleg) und Svätuša (bis 1948 slow. Senča; ung. Szencsa), der Name bedeutet so viel wie „Beim Auenwald“. Der Ort liegt im Donauhügelland (Podunajská pahorkatina) am Bach Liska und liegt an der Landesstraße 580 zwischen Šurany, 15 km nach Westen und Kalná nad Hronom, 21 km nach Nordosten.
Die beiden Ortsteile wurden zum ersten Mal 1075 (Belek), bzw. 1156 (Svätuša) schriftlich erwähnt. 
Heute ist die Gemeinde vor allem für sein Thermalbad bekannt. 1973 entdeckte man eine Thermalquelle, deren Wasser eine Temperatur von etwa 80 °C hat und ist in seinem Inhalt mit dem Toten Meer vergleichbar. Das Bad ist für Leute mit Atemkrankheiten, rheumatische Krankheiten, Gefäß- und Gelenkkrankheiten geeignet.

## Bevölkerung
| Jahr                | 1994 | 2004    | 2014     | 2024    |
| ------------------- | ---- | ------- | -------- | ------- |
| Anzahl der Personen | 1258 | 1156    | 1032     | 1062    |
| Unterschied         |      | −8,10 % | −10,72 % | +2,90 % |

| Jahr                | 2023 | 2024    |
| ------------------- | ---- | ------- |
| Anzahl der Personen | 1055 | 1062    |
| Unterschied         |      | +0,66 % |